# Society of American Historians
Die Society of American Historians (SAH) ist eine 1939 gegründete Gesellschaft zur Förderung der Geschichtswissenschaft und insbesondere historischer Veröffentlichungen mit literarischem Anspruch für ein breiteres Publikum. Zu den Gründern gehörte Allan Nevins, der auch 1946 bis 1961 Präsident war. Sitz der Gesellschaft ist New York City. Die Mitgliedschaft erfolgt nur auf Einladung.
1954 gründeten sie mit der American Association for State and Local History das Magazin American Heritage (erster Herausgeber war Bruce Catton).
Sie vergeben verschiedene Preise für herausragende historische Publikationen zur amerikanischen Geschichte: den Francis Parkman Prize, Allan Nevins Prize (für Dissertationen), den Arthur M. Schlesinger Jr. Award, den Bruce Catton Prize für das Lebenswerk in Historiographie und den James Fenimore Cooper Prize für historische Belletristik.
Weitere Präsidenten waren Douglas Southall Freeman (1939 bis 1944), Barbara Tuchman, James M. McPherson, Arthur M. Schlesinger, Walter Lord, Eric Foner, William E. Leuchtenburg.